# Grünzug

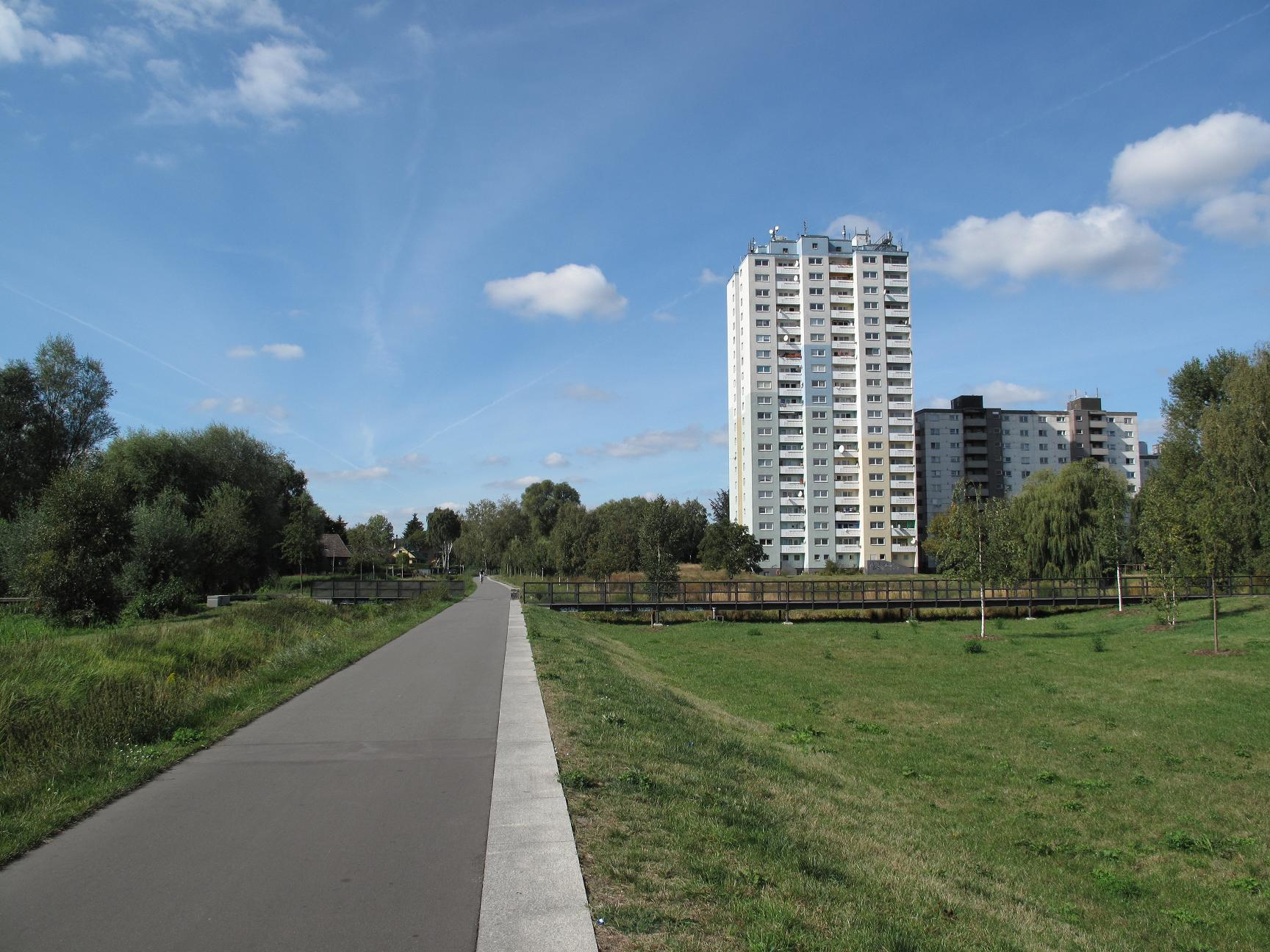
Durch den Grünzug am Bullengraben verläuft einer der grünen Hauptwege in Berlin.

Der Rose Fitzgerald Kennedy Greenway in Boston auf der ehemaligen Fläche einer Stadtautobahn (Big Dig).

Als Grünzug bzw. kleinräumigere Grünzäsur werden in der Raumordnung und der Landschaftsplanung zusammenhängende, nicht bebaute Gebiete bezeichnet, die zum Biotopverbund und zur Gliederung und dauerhaften Trennung von Siedlungsflächen ausgewiesen werden.
Alltagssprachlich und in der Freiraumplanung wird als „Grünzug“ meist ein langgestrecktes unbebautes, häufig parkähnliches Gebiet innerhalb der Bebauung bezeichnet. Grünzüge können und sollen vorzugsweise eine oder mehrere umweltrelevante Funktionen aufnehmen, z. B. als Biotop, als Vorrang- und Schutzfläche zur (Grund)wasserneubildung, als Fläche zur Frisch- bzw. Kaltluftbildung bzw. -schneise usw.

## Regionale Grünzüge
Als Regionale Grünzüge werden großräumige, bandförmige, hauptsächlich naturnahe Freiflächen in Agglomerationen bezeichnet, die auch zusätzlich land- und forstwirtschaftlich genutzt werden, aber auch Parks oder Sportanlagen enthalten können. Wird ein Grünzug ringartig um ein Siedlungsgebiet geplant, spricht man auch von einem Grüngürtel. Derartige Grünzüge sollen das Zusammenwachsen von Siedlungsflächen einzelner Gemeinden oder Gemeindeteile verhindern und haben als klassisches Instrument der Freiraumsicherung den Schutz gemeindegrenzenübergreifender Freiräume zum Ziel.
In der Raumordnungsplanung wird in der Regel eine Mindestbreite von 1.000 Metern für Grünzüge angesetzt, bei einer hohen Vielfalt der enthaltenen Biotoptypen oder engen räumlichen Verhältnissen kann dieser Wert aber auch unterschritten werden.
Grünzüge werden in den Regionalplanung in der Regel als Vorranggebiete gesichert, in Ausnahmefällen auch als Vorbehaltsgebiete. An diesen Festsetzungen der regionalen Planungsgremien müssen sich die Kommunen im Rahmen des Abwägungsprozesse bei der Aufstellung der kommunalen Bauleitpläne orientieren. Durch die Zusammenfassung mehrerer Freiraumfunktionen stellen Grünzüge gegenüber monofunktionalen Vorranggebieten multifunktionale Vorrangausweisungen dar.

## Grünzäsuren
Grünzäsuren (auch „Trenngrün“) werden unter Umständen als Ergänzungen zu Grünzügen ausgewiesen. Sie dienen der Sicherung der siedlungsnahen Erholungsfunktionen und zur Gliederung dicht zusammenliegender Siedlungsgebiete. Als Frischluftschneisen und Lebensraum sowie Rückzugs- und Austauschgebiet für Pflanzen und Tiere sollen sie in Verbindung zur „freien Landschaft“ stehen.

## Geschichte
Die Entwicklung des Planungsinstruments Grünzug ist eng verbunden mit der Ende des 19. Jahrhunderts aufgekommenen Idee der Grüngürtel, die eine Stadtregion nach außen abschließen sollten, und der Gartenstadtidee von Ebenezer Howard, die die Entwicklung neuer, durch landwirtschaftlich genutzte Flächen abgetrennter Siedlungskerne vorsah, die ringförmig um eine Kernstadt angeordnet werden sollten. Angelegt wurden Grüngürtel beispielsweise in Wien im Jahr 1905 (Wiener Grüngürtel) und in Berlin, wo der zwischen 1912 und 1920 bestehende Zweckverband Groß-Berlin den Auftrag erhielt, bebauungsfreie Flächen zu erwerben und dauerhaft zu sichern (Dauerwaldvertrag).
Erstmals als raumplanerisches Instrument festgelegt wurden Regionale Grünzüge im Gebietsentwicklungsplan 1966 des Siedlungsverbands Ruhrkohlenbezirk. 1978 stellte der Regionale Planungsverband Bayerischer Untermain in seinem Regionalplan fest, dass Grünzüge ein Bestandteil der Siedlungsstruktur sind. In der Folge wurde das Planungsinstrument Grünzug in die deutsche Raumordnungs- und Naturschutzgesetze sowohl auf Bundes- wie auch auf Landesebene integriert.

## Beispiele
Im Ruhrgebiet sicherte der Siedlungsverband Ruhrkohlenbezirk bereits ab 1923 mehrere in Nord-Süd-Richtung verlaufende „Regionale Grünzüge“ durch Geländekauf und -freihaltung, um eine Zersiedelung des Gebietes und das Zusammenwachsen der einzelnen Städte zu verhindern. Rechtlich abgesichert wurden sie im Gebietsentwicklungsplan 1966. Im Rahmen der IBA Emscherpark wurden diese Grünzüge auch in Ost-West-Richtung im Emscher Landschaftspark vernetzt.
Der Regionalpark Rhein-Main vernetzt den die Stadtregion umfassenden Frankfurter Grüngürtel und die linearen, in die Stadtregion hineinreichenden von Bebauung freigehaltenen Grünzüge, so dass ein Netzwerk aus bebauungsfreien Flächen entsteht, die die Bebauung gliedern, Biotopflächen und klimatisch wichtige Bereiche schützen und für die Erholung genutzt werden können.

## Freiraumplanung

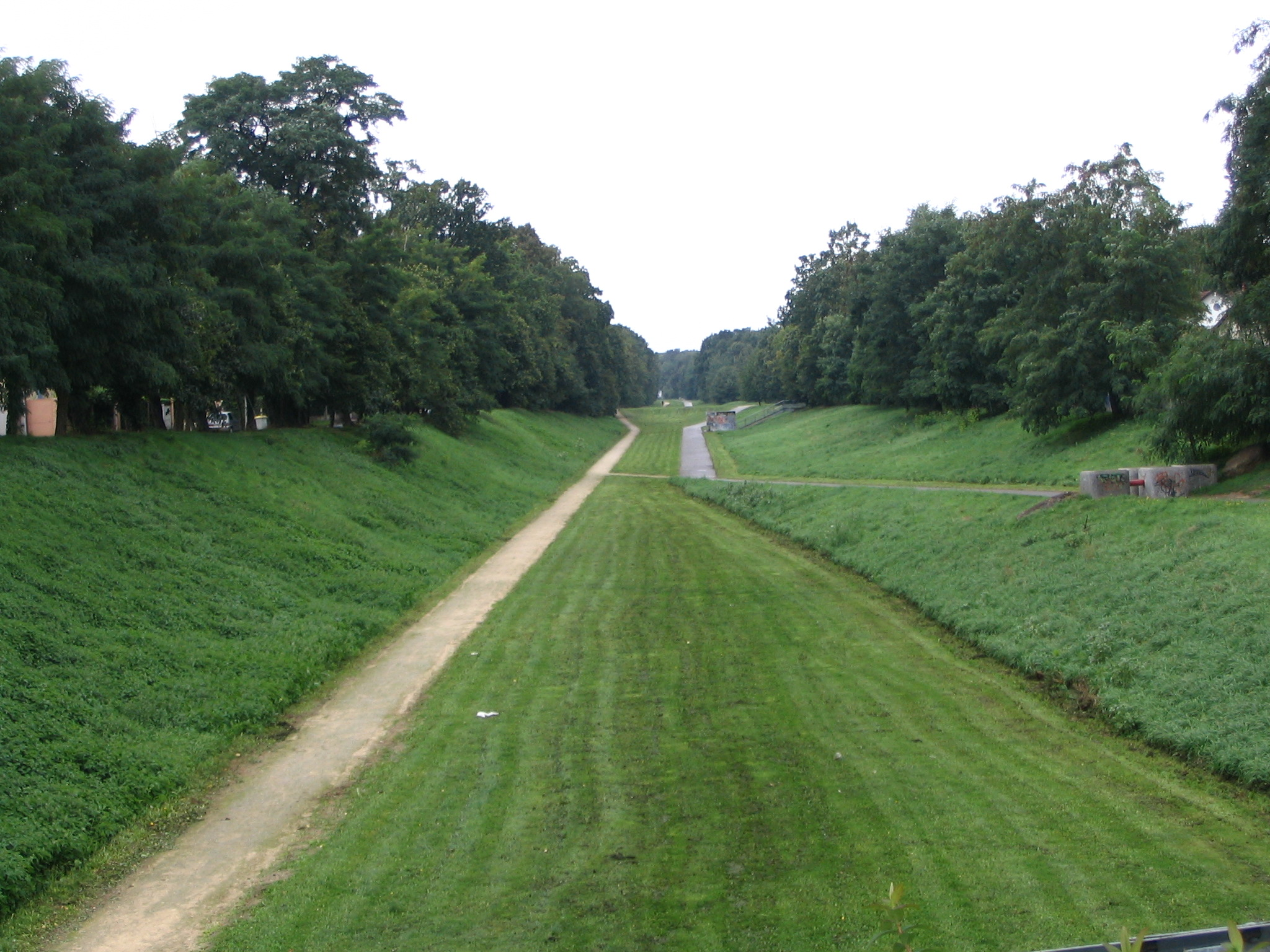
Grünzug in Villecresnes auf einer heute unterirdisch verlaufenden Bahnstrecke.

Kommunale Grünflächenämter bezeichnen langgestreckte, überwiegend unbebaute Gebiete wesentlich geringerer Ausdehnung oft als Grünzüge. Auf kommunaler Ebene gliedern diese oftmals parkähnlich gestalteten Grünzüge unterschiedlicher Breite die Stadtlandschaft, dienen den Menschen zur Erholung und verbessern die Stadthygiene.
Derartige kommunale Grünzüge werden bei einer Neuerschließung von Siedlungsflächen freigehalten oder als ökologische Ausgleichsfläche angelegt. Auch können anderweitig entstandene Schneisen in bebauten Gebieten zu Grünzügen (strenggenommen Grünzäsuren) umgestaltet werden, etwa Trassen ehemaliger oder nicht realisierter Verkehrswege (Beispiele: Grünzug West in Bremen oder das Ringgleis in Braunschweig) oder Auen kleiner Gewässer.